# Djurdetektiverna
Djurdetektiverna (engelska: The Creature Cases) är en animerad amerikansk familjekomediserie som hade premiär på Netflix den 12 april 2022. Serien är skapad av Gabe Pulliam. Den femte säsongen hade premiär den 5 juni 2025.

## Handling
Specialagenterna Sam och Kit reser jorden runt för att lösa djurvärldens många mysterier med hjälp av sina kunskaper och häftiga manicker.

## Rollista (i urval)
- Shash Hira - Sam Snow
- Nneka Okoye - Kit Casey
- Teresa Gallagher - Peggy Scratch
- Darren Foreman - Bill och Jill
- Rob Rackstraw - R.O.N.